# Raghd (Sängersklavin)
Raghd (arabisch رغد, geb. im 10., gest. im 10. oder 11. Jahrhundert) war eine Sängersklavin im Besitz von Mughira, einem Bruder des zweiten Cordoba-Kalifen al-Hakam II. (reg. 961–976).

## Leben
Raghd war eine Sängersklavin im Besitz von Mughira, einem Bruder des zweiten Cordoba-Kalifen al-Hakam II. (reg. 961–976). In den Quellen der klassisch-arabischen Literatur wird sie schöne Frau und äußerst begabte Sängerin beschrieben, die vor allem in der Kunst des Adab und Tarab brillierte.

## Rezeption
In der klassisch-arabischen Literatur wird Raghd unter anderem in Ibn Fadlallah al-Umaris (1301–1349) Hauptwerk, dem Lexikon Masālik al-abṣār fī mamālik al-amṣār in seinem Kapitel über bekannte Sängersklavinnen erwähnt.

## Wissenswertes
Der Name Raghd bedeutet so viel wie "(Leben) in Hülle und Fülle, bequem, sorgenfrei (Leben)".

### Arabische Primärquellen
- Ibn Fadlallah al-Umari (1301–1349): Masālik al-abṣār fī mamālik al-amṣār. Ins Deutsche übersetzt von Yasemin Gökpinar: Der ṭarab der Sängersklavinnen: Masālik al-abṣār fī mamālik al-amṣār von Ibn Faḍlallāh al-ʿUmarī (gest. 749/1349): Textkritische Edition des 10. Kapitels Ahl ʿilm al-mūsīqī mit kommentierter Übersetzung, Ergon Verlag, Baden-Baden 2021.

### Sekundärliteratur
- Yasemin Gökpinar: Der ṭarab der Sängersklavinnen: Masālik al-abṣār fī mamālik al-amṣār von Ibn Faḍlallāh al-ʿUmarī (gest. 749/1349): Textkritische Edition des 10. Kapitels Ahl ʿilm al-mūsīqī mit kommentierter Übersetzung, Ergon Verlag, Baden-Baden 2021.